# San Jacinto College
San Jacinto College es un colegio universitario ubicado en el Área Metropolitana de Houston en Texas.

## Historia
Establecida en 1961, San Jacinto College consistió originalmente de las áreas del DEI de Channelview, DEI de Deer Park, DEI de Galena Park, DEI de La Porte, y DEI de Pasadena. Actualmente, la institución sirve a DEI Sheldon, y porciones de DEI de Clear Creek y DEI Humble. Las oficinas principales de San Jacinto College están localizadas en Pasadena, Texas.